# Gatineau
Gatineau is een stad (ville) in de Canadese provincie Québec. Het is de hoofdplaats van de administratieve regio Outaouais. De stad ligt op de noordelijke oever van de Ottawa (rivier), recht tegenover de Canadese hoofdstad Ottawa. Gatineau maakt deel uit van het stedelijk gebied van Ottawa, de Région Nationale de la Capitale. Gatineau heeft ongeveer 227.000 inwoners, die in overgrote meerderheid (meer dan 85%) Franstalig zijn. Gatineau is de zetel van een rooms-katholieke aartsbisschop.
De stad is ontstaan in 2002 door de samensmelting van een aantal gemeenten, te weten Aylmer, Buckingham, Gatineau, Hull en Masson-Angers. Hiervan was Hull de oudste plaats (gesticht in 1800) en lange tijd de voornaamste. De naam Gatineau voor de fusiestad was het resultaat van een referendum onder de bevolking.

## Economie
De economie van Gatineau was vroeger gebaseerd op de papierindustrie, maar tegenwoordig berust zij grotendeels op overheidsdiensten, dankzij de nabijheid van de nationale regering in Ottawa. In Gatineau is een afdeling gevestigd van de Université du Québec.

## Bezienswaardigheden
Belangrijke bezienswaardigheden zijn het Musée canadien des civilisations, het Domaine Mackenzie-King (het huis van de voormalige eerste minister van Canada) en de waterkrachtcentrale Centrale des Rapides-Farmers. Bij de stadsgrenzen ligt het Gatineau-park met een oppervlakte van 356 km² en wandelpaden met een lengte van 125 km (waarvan 90 km ook als fietspad dient).
In Gatineau is het National Heritage Building te vinden. Hier is de publiek toegankelijke bibliotheek van het Canadian Museum of Nature te vinden. Het Canadian Museum of History staat in Gatineau aan de oever van de rivier Ottawa.

## Panorama

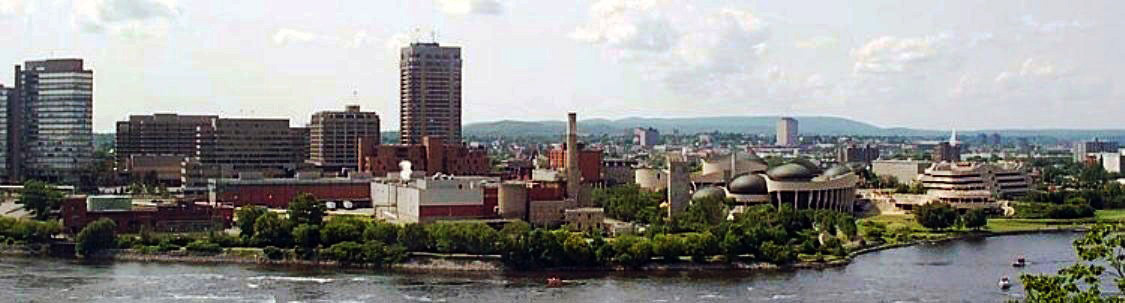
Gezicht op Gatineau en de Outaouaisrivier